# 加拉·登贝莱
加拉·登贝莱（法語：Garra Dembélé，1986年2月21日—），是一名出生在法国的马里裔足球运动员，司职前锋。

## 俱乐部生涯
登贝莱出生在法国热讷维利耶，先后在克莱方丹和欧塞尔接受职业足球训练，2003年至2006年为欧塞尔B队出战低级别联赛。2006年6月1日，登贝莱因纪律原因被欧塞尔解约，2007年1月，登贝莱和法国足球乙级联赛球队伊斯特尔签约，半年后加盟丹麦足球超级联赛球队奥胡斯，但他在奥胡斯一个赛季仅得到三次联赛出场机会。2008年7月，他加盟希腊足球甲级联赛球队佩亚列科斯。他在佩亚列科斯的一个半赛季中联赛出场32次，射进6球。2010年1月转会加盟保加利亚足球甲级联赛球队普羅夫迪夫火車頭，在2009/10赛季下半赛季出场14次，取得5个进球。
2010年6月9日，登贝莱以20万欧元的身价转投另一支保加利亚球队索菲亞列夫斯基。他和球队签约3年。在2010/11赛季，登贝莱在索菲亞列夫斯基出场的39场正式比赛中射进36球，其中联赛24场进26球，杯赛3场2球，欧洲赛场12场8球，并获得该赛季保加利亚甲级联赛最佳射手的称号。
2011年6月3日，德国足球甲级联赛球队弗赖堡以创俱乐部转会纪录的250万欧元的价格买入登贝莱。8月6日，他在德甲联赛弗赖堡2比2战平奥格斯堡的比赛中替补出场，首次代表球队在正式比赛中亮相。被俱乐部寄予厚望的登贝莱在德甲联赛表现低迷，2011/12赛季为球队出场16次，仅在11年11月26日1比1战平霍芬海姆的比赛最后时刻打进一球。2012/13赛季，登贝莱在球队中的出场时间进一步被压缩，上半赛季仅有3次出场机会。
2013年2月，弗赖堡宣布将登贝莱租借到中国足球超级联赛球队武汉卓尔一年。

## 国家队生涯
登贝莱曾经代表法国U18和U19国家足球队出场。2010年11月，他选择为他父母出生的国家——马里国家足球队效力。2011年2月8日，登贝莱在马里0比1不敌科特迪瓦的比赛中首发出场，第一次代表成年国家队亮相。2012年1月，登贝莱入选马里国家队参加2012年非洲国家杯的名单。他在非洲国家杯小组赛和博茨瓦纳的比赛中射进在国家队的首个进球，帮助球队2比1战胜对手晋级到淘汰赛。马里最终获得此次杯赛的季军，登贝莱在马里的6场比赛中出场5次，射进1球。